# Ciutat Jardí - Les Valls
Ciutat Jardí és un barri residencial situat als afores de la ciutat de Lleida, a prop de la A-22. El barri està compost majoritàriament per cases unifamiliars, i a l'avinguda de Ciutat Jardí, la via principal del barri, per blocs plurifamiliars de baixa densitat. Inclou el Centre de Fauna de Vallcalent, el Parc de Bombers, l'Escola Tècnica Superior d'Enginyeria Agrària, el Centre Penitenciari de Ponent i l'Arborètum Dr. Pius Font i Quer.
Segons dades de l'Agència Estatal de l'Administració Tributària basant-se en una estadística feta el 2021, era el segon barri més ric de tot l'Estat amb 102.360 € de renda bruta anual per capita, després del barri madrileny de la Moraleja, amb 190.949 € anuals, i per davant del Pla de Remei amb 100.317 € anuals, a la ciutat de València.
Té el terme repartit entre les partides de Vallcalent, Fontanet lo Curt i Alpicat i limita amb:
| Partida d'Alpicat           | Barri Vila Montcada - Ciutat Jardí |                          |
| Partida de Fontanet lo Curt |                                    | Barri del Camp d'Esports |
|                             | Partida de Vallcalent              | Barri del Joc de la Bola |